# New Candys
I New Candys sono una band alternative rock formatasi a Venezia nel 2008.
Il gruppo è composto dai membri fondatori Fernando Nuti, cantante-chitarrista e autore, e Dario Lucchesi, inizialmente batterista e ora bassista-tastierista, insieme a Emanuele Zanardo alla chitarra e cori e Francesco Giacomin alla batteria e sampler.

## Storia del gruppo

### Origini eStars Reach The Abyss(2008–2014)
Il gruppo nasce nel 2008 ad opera di Fernando Nuti (voce, chitarra), Diego Menegaldo (chitarra, cori), Stefano Bidoggia (basso) e Dario Lucchesi (batteria, percussioni).
Nel corso dei due anni successivi, la band si esibisce nella zona di Venezia, culminando con l'uscita del loro EP omonimo autoprodotto il 7 luglio 2010. Dopo aver ricevuto recensioni positive in Italia, che portano alla loro esibizione al MI AMI Festival di Rockit a Milano nel 2011, vengono messi sotto contratto da Foolica e registrano il loro album di debutto, Stars Reach The Abyss, pubblicato il 23 marzo 2012. Prodotto da Pierluigi Ballarin e Stefano Moretti, e masterizzato da Jon Astley, l'uscita li porta in tour in Inghilterra e in tutta Italia, suonando come band di supporto per artisti come Dead Skeletons e Crystal Stilts. La band partecipa anche alla trasmissione Twilight con John Vignola su Rai Radio 2 eseguendo alcune canzoni in acustico. Il brano "Meltdown Corp." viene successivamente incluso in The Reverb Conspiracy Vol. 3, una compilation delle migliori band underground di rock psichedelico, prodotta da Fuzz Club e The Reverberation Appreciation Society.

### New Candys As Medicine(2015–2016)
Pubblicato il 16 marzo 2015, New Candys As Medicine segna il secondo album in studio della band, uscito per l'etichetta di Minneapolis Picture In My Ear e accompagnato da un'edizione speciale in vinile per Fuzz Club. Mixato da John Wills, produttore e batterista dei Loop, è stato distribuito anche dalla The Committee to Keep Music Evil. Preceduto da uno split 10” con la band Kill Your Boyfriend, contenente il singolo "Dark Love" e l'inedito "Surf 2", l'album ottiene consensi da figure di rilievo come Simone Marie Butler (Primal Scream), Stephen Lawrie (The Telescopes) e dal marchio di amplificatori Orange Amplification, portando nuova e maggiore visibilità anche al primo album. Nei due anni successivi, la band completa tre tour europei e partecipa a festival come il Secret Garden Party 2015, il Liverpool International Festival of Psychedelia 2016 e il Barcelona Psych Fest 2017, supportando band come The Vaccines nelle loro due date italiane a Treviso e al Fabrique di Milano.

### Bleeding Magenta(2017–2020)
L’8 ottobre 2017 esce il terzo album Bleeding Magenta per Fuzz Club, ripubblicato da Little Cloud Records nel 2018. Prodotto dalla band, l'album riceve consensi della critica da parte di testate come come Clash e Drowned in Sound. Due brani dell'album, insieme a uno del disco precedente, vengono inclusi in tre episodi della serie televisiva americana Shameless.
Andrea Volpato si unisce alla band per il tour europeo alla fine del 2017, che include la partecipazione allo SpaceFest in Polonia da headliner. Il riconoscimento internazionale della band si consolida nel 2018, iniziando con un tour in Australia, dove sono headliner sia al Sydney che al Melbourne Psych Fest e partecipano all'Adelaide Fringe Festival, seguito da un tour negli Stati Uniti e in Messico che include una sessione dal vivo per la radio KEXP di Seattle. Il tour americano, iniziato con due concerti a New York, prosegue lungo la costa ovest, con tappe al Pappy & Harriet's, storico locale di Pioneertown, al Bajo Circuito di Città del Messico e all'Highland Park Bowl di Los Angeles.
Prima del tour australiano, Stefano Bidoggia lascia la band, seguito da Diego Menegaldo dopo il tour nordamericano. Nel giugno 2018, Alessandro Boschiero si unisce alla band come bassista. Quell'estate la band si esibisce al Fuzz Club Eindhoven e supporta i The Brian Jonestown Massacre durante i loro due concerti in Italia. Nel 2019 completano due tour consecutivi, prima in Europa e poi negli Stati Uniti e Canada, con concerti al Desert Stars Festival a Joshua Tree, Milwaukee Psych Fest, The Echo a Los Angeles, Hotel Vegas ad Austin e Mercury Lounge a New York. Un terzo tour europeo si svolge a settembre, con esibizioni al Levitation France e di supporto ai The Warlocks e ai The Dandy Warhols. Nel gennaio 2020, i New Candys si esibiscono per la prima volta nei Balcani.

### Vyvyd(2021–2024)
Il quarto album dei New Candys, Vyvyd, esce il 4 giugno 2021 per Dischi Sotterranei e Little Cloud Records, con un'edizione in vinile esclusiva per Fuzz Club. Mixato dal produttore vincitore di un Grammy Award Tommaso Colliva, noto per il suo lavoro con Muse, Damon Albarn e The Jesus and Mary Chain, l'album riceve consensi dalla critica. Under the Radar scrive che Vyvyd "prende il meglio dallo psych e dallo shoegaze, aggiunge una dose efficace di originalità trascinante e abilità compositiva, e veste il tutto con un'intensità appagante”, mentre il direttore musicale di KEXP, Don Yates, dichiara che l'album è “un efficace connubio di shoegazer psych-rock con chitarre fuzz, synth atmosferici, ritmi potenti, voci distanti e riff ipnotici”, mentre DJ John Richards afferma che i fan dei Black Rebel Motorcycle Club, Ride o The Jesus and Mary Chain ameranno l'album. Il brano "Begin Again” viene descritto dal produttore Gordon Raphael come "incredibilmente bello" e viene inserito nella playlist "Sacred Bones Now Playing" curata dalla rinomata etichetta discografica. Brani come "Zyko" ed “Evil Evil” ricevono molteplici passaggi su BBC Radio 6 Music durante The Confidential Show, condotto da Iggy Pop, che descrive la band come "kinky".
Il 14 maggio 2021, a causa dell'impossibilità di esibirsi dal vivo dovuta alle restrizioni della pandemia di COVID-19, la band partecipa all'edizione online del The Great Escape Festival. Dall'inverno 2021 all'estate 2022, nonostante diversi rinvii causati dalle restrizioni in corso, i New Candys effettuano un ampio tour, partendo dall'Europa con esibizioni al Croc' The Rock Festival di Losanna e al Synästhesie Festival di Berlino, seguito da un tour nel Regno Unito e in Francia. Completano due tour nordamericani tra marzo e maggio 2022, suonando in locali come lo Zebulon a Los Angeles e Mississippi Studios a Portland, oltre a festival come Freakout Weekender a Seattle, Treefort Music Fest a Boise e SXSW ad Austin, dove registrano una live session per Jam in the Van, successivamente pubblicata digitalmente. A giugno, supportano i The Dandy Warhols per undici concerti in Europa e nel Regno Unito, in locali storici come l'Olympia di Parigi e la Roundhouse di Londra, ricevendo elogi da Anton Newcombe dopo un concerto a Berlino. La pubblicazione digitale di "Zyko (The Dandy Warhols Remix)", remixata da Peter Holmström, precede il tour di supporto alla band. Si esibiscono al Devilstone Fest in Lituania il 16 luglio, poi tornano negli Stati Uniti, concentrandosi sugli stati del sud-ovest, concludendo il tour al festival Psycho Las Vegas. Il 2022 termina con esibizioni in Germania, Francia, Spagna e Portogallo. Alessandro Boschiero e Andrea Volpato lasciano la band nell'ottobre 2022.
Il 5 gennaio 2023, i New Candys annunciano concerti in Europa, inclusi sette a supporto dei The Black Angels in locali storici come l'Arena di Vienna e l'Huxleys Neue Welt di Berlino. Emanuele Zanardo e Francesco Giacomin entrano a far parte della band rispettivamente alla chitarra solista e cori e alla batteria e sampler. Il 12 maggio 2023 Dischi Sotterranei pubblica il singolo "Everything's Fucking Boring" in vinile 7”, trasmesso in anteprima su Radio DeeJay. Si tratta di una riarrangiamento in inglese del celebre brano "Io Mi Rompo i C*******" di Bugo, che partecipa alla sua realizzazione suonando la chitarra, l'armonica e cantando le seconde voci. Il 2023 segna il passaggio di Dario Lucchesi dalla batteria al basso e il 17 novembre 2023 la nuova lineup debutta dal vivo.

### The Uncanny Extravaganza(2025–presente)
Nel 2024 la band firma con Fuzz Club, e il 5 marzo 2025 viene svelato il titolo del nuovo album, The Uncanny Extravaganza, insieme al primo singolo, "Regicide". L’album, pubblicato il 30 maggio, mescola le radici psych-rock del gruppo con nuove influenze elettroniche e una produzione curata da Maurizio Baggio (The Soft Moon, Boy Harsher). Descritto dalla band come un anti-concept album, è caratterizzato da brani molto diversi tra loro.
Per promuovere l’album, la band intraprende il tour di maggior successo della propria carriera. Tra maggio e giugno si esibiscono in Europa e nel Regno Unito, con concerti sold out a Londra e Parigi, partecipando a eventi come il Fuzz Club Festival di Eindhoven, il Levitation France ad Angers e un concerto con La Femme allo Universe di Atene. A luglio tornano in Australia e suonano per la prima volta in Nuova Zelanda, come headliner di un tour che include date sold out a Melbourne, Sydney, Christchurch e Auckland, oltre a una live session per ABC Radio Australia.
A settembre e ottobre è previsto un tour esteso in Europa, con date principalmente in Germania, Scandinavia ed Europa orientale.

## Formazione
Attuale
- Fernando Nuti – voce, chitarra, sitar, sintetizzatore, programmazione (2008–presente)
- Dario Lucchesi – basso, sintetizzatore,  programmazione (2023–presente), batteria, percussioni, sampler (2008–2023)
- Emanuele Zanardo – chitarra, cori (2023–presente)
- Francesco Giacomin – batteria, percussioni, sampler (2023–presente)

Ex componenti
- Diego Menegaldo – chitarra, cori (2008–2018)
- Stefano Bidoggia – basso (2008–2018)
- Andrea Volpato – chitarra, cori (2017–2022)
- Alessandro Boschiero – basso (2018–2022)

Turnisti
- Marco Fabris – batteria, percussioni (Tour Australia 2018)
- Blair Wittstadt – basso (Tour Australia 2018)
- Andrea Davì – batteria, percussioni, sampler (Tour Europeo Settembre 2022)
- Marco Contestabile – basso (2023)

## Discografia

### Album in studio
- 2012 - Stars Reach The Abyss
- 2015 - New Candys As Medicine
- 2017 - Bleeding Magenta
- 2021 - Vyvyd
- 2025 - The Uncanny Extravaganza

### Ep
- 2010 - New Candys

### Singoli
- 2015 - Dark Love / Surf 2
- 2022 - Zyko (The Dandy Warhols Remix)
- 2023 - Everything's Fucking Boring (feat. Bugo)

### Partecipazioni
- 2012 - #Fosbury10
- 2015 - The Reverb Conspiracy Vol. 3
- 2016 - Volumes
- 2025 - Fuzz Club 2025

### Colonne sonore
- Delirium: A Trip Of Madness, regia di Pablo Aguiar (2013)
- Magasin, regia di Jordy Tempelman – cortometraggio (2015)
- Shameless – serie TV, episodi 7x10-8x04-8x06 (2016-2017)
- GoPro: Valentino Rossi - Origins - Tavullia & MotoGP™ – video YouTube (2018)
- Made in Chelsea – reality show, episodio 22x11 (2021)
- Alessandro Borghese: 4 ristoranti – programma televisivo, episodio 7x13 (2022)